# 磐梯熱海站

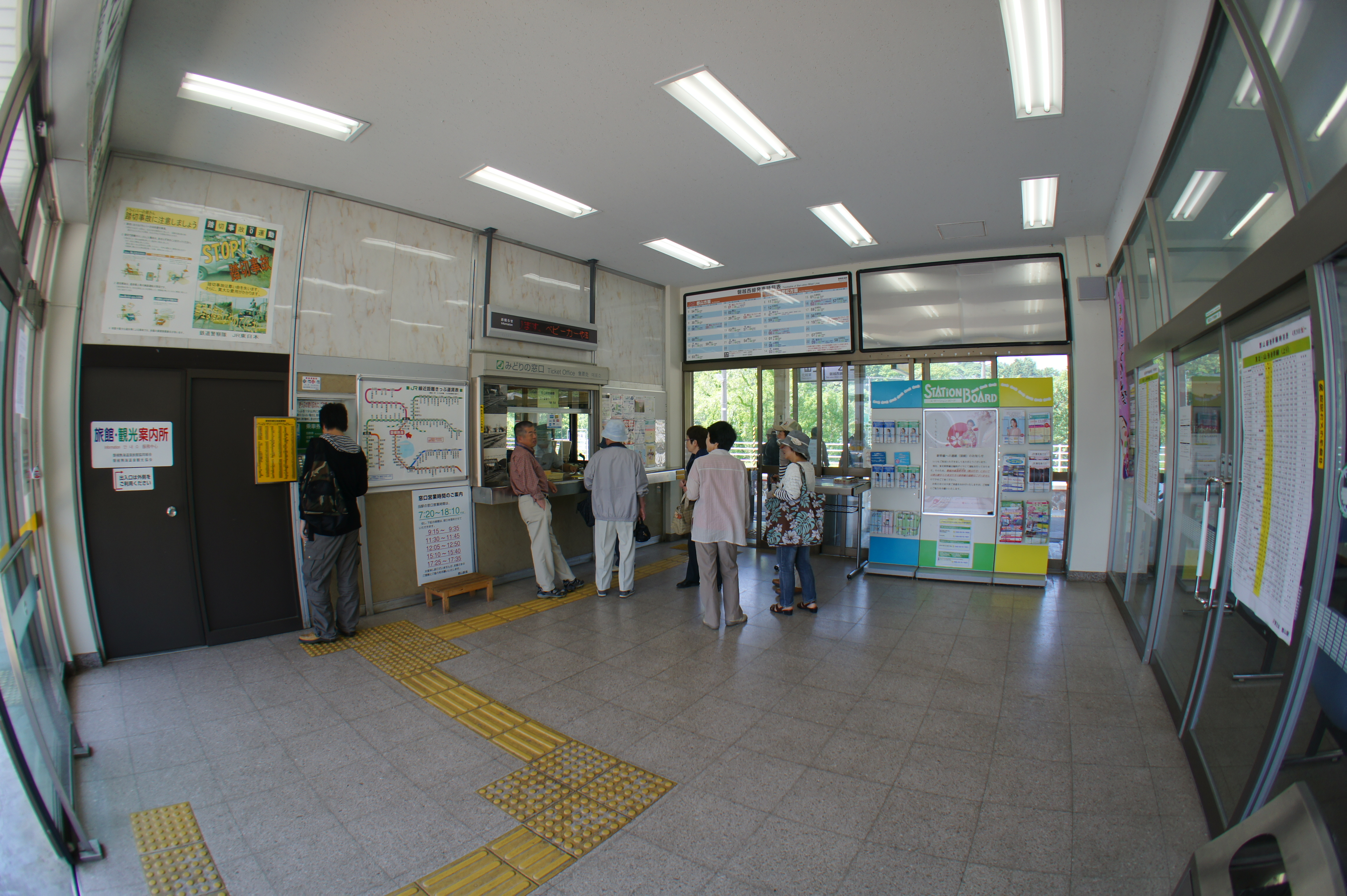
站内

磐梯熱海站（日语：／ Bandaiatami eki */?）位于福岛县郡山市热海町，是东日本旅客铁道（JR東日本）管辖的磐越西线上的鐵路車站，車站附近為磐梯熱海溫泉。
“热海”的地名来自于镰仓时代，1189年奧州戰役（奥州合戦）後，此地的領主以源賴朝的家臣伊東祐長之出生地相模國西部热海温泉將這個地方也命名為「热海」。岩越铁道國有化之後，为了与位於静冈县的热海車站区分，車站先是改名為「岩代热海」，1965年再更名為「磐梯熱海」。

## 历史
- 1898年7月26日 - 作为"岩越铁道"热海站投入运营[2]。
- 1906年11月1日 - 岩越铁道国有化。
- 1925年3月20日 - 改名为岩代热海站。
- 1965年6月2日 - 改名为磐梯热海站。
- 1987年4月1日 - 国铁分割民营化后成为JR东日本车站。
- 2002年 - 入选东北车站百选。
- 2009年4月1日 - 业务委托化。磐梯热海站长取消。
- 2014年4月1日 - 支持使用Suica[3]。

## 车站结构
侧式站台2台2线的地上车站。站台间通过跨线桥连接。
郡山站管理、JR东北综合服务委托的业务委托站，设有绿色窗口（营业时间 8:10-16:10）。站内设有1台自动售票机，简易Suica闸机。设有冲水厕所。

### 站台配置
| 站台 | 路线      | 方向 | 目的地               | 备注           |
| ---- | --------- | ---- | -------------------- | -------------- |
| 1    | ■磐越西线 | 上行 | 郡山方向             |                |
| 1    | ■磐越西线 | 下行 | 猪苗代、会津若松方向 | 通常使用站台   |
| 2    | ■磐越西线 | 下行 | 猪苗代、会津若松方向 | 特殊情况下使用 |

## 利用状況
| 乘车人数变化 | 乘车人数变化    | 乘车人数变化  |
| 年度         | 1日平均乘车人数 | 备注          |
| ------------ | --------------- | ------------- |
| 2000年       | 449             | [ 客流量 1 ]  |
| 2001年       | 418             | [ 客流量 2 ]  |
| 2002年       | 393             | [ 客流量 3 ]  |
| 2003年       | 399             | [ 客流量 4 ]  |
| 2004年       | 389             | [ 客流量 5 ]  |
| 2005年       | 382             | [ 客流量 6 ]  |
| 2006年       | 373             | [ 客流量 7 ]  |
| 2007年       | 377             | [ 客流量 8 ]  |
| 2008年       | 360             | [ 客流量 9 ]  |
| 2009年       | 336             | [ 客流量 10 ] |
| 2010年       | 299             | [ 客流量 11 ] |
| 2011年       | 302             | [ 客流量 12 ] |
| 2012年       | 301             | [ 客流量 13 ] |
| 2013年       | 302             | [ 客流量 14 ] |
| 2014年       | 284             | [ 客流量 15 ] |
| 2015年       | 281             | [ 客流量 16 ] |
| 2016年       | 262             | [ 客流量 17 ] |
| 2017年       | 247             | [ 客流量 18 ] |

## 相鄰車站
東日本旅客鐵道
■磐越西線
□快速
喜久田－磐梯热海－（部分停靠川桁站）－猪苗代
■普通
安子岛－磐梯热海－中山宿

## 使用情况
1. ↑  . 東日本旅客鉄道.   [2019-02-24]. （原始内容存档于2019-04-02）.
2. ↑  . 東日本旅客鉄道.   [2019-02-24]. （原始内容存档于2019-02-22）.
3. ↑  . 東日本旅客鉄道.   [2019-02-24]. （原始内容存档于2019-04-02）.
4. ↑  . 東日本旅客鉄道.   [2019-02-24]. （原始内容存档于2019-03-27）.
5. ↑  . 東日本旅客鉄道.   [2019-02-24]. （原始内容存档于2019-02-23）.
6. ↑  . 東日本旅客鉄道.   [2019-02-24]. （原始内容存档于2019-04-02）.
7. ↑  . 東日本旅客鉄道.   [2019-02-24]. （原始内容存档于2019-04-02）.
8. ↑  . 東日本旅客鉄道.   [2019-02-24]. （原始内容存档于2019-04-02）.
9. ↑  . 東日本旅客鉄道.   [2019-02-24]. （原始内容存档于2019-02-22）.
10. ↑  . 東日本旅客鉄道.   [2019-02-24]. （原始内容存档于2019-04-02）.
11. ↑  . 東日本旅客鉄道.   [2019-02-24]. （原始内容存档于2019-04-02）.
12. ↑  . 東日本旅客鉄道.   [2019-02-24]. （原始内容存档于2019-04-02）.
13. ↑  . 東日本旅客鉄道.   [2019-02-24]. （原始内容存档于2019-03-27）.
14. ↑  . 東日本旅客鉄道.   [2019-02-24]. （原始内容存档于2019-03-06）.
15. ↑  . 東日本旅客鉄道.   [2019-02-24]. （原始内容存档于2019-03-06）.
16. ↑  . 東日本旅客鉄道.   [2019-02-24]. （原始内容存档于2019-03-23）.
17. ↑  . 東日本旅客鉄道.   [2019-02-24]. （原始内容存档于2019-02-14）.
18. ↑  . 東日本旅客鉄道.   [2018-07-09]. （原始内容存档于2019-03-25）.